# Lanchester Mk.1
«Ла́нчестер» (англ. Lanchester Mk.1) — англійський пістолет-кулемет часів Другої світової війни, був копією німецького MP-28.

## Історія
В умовах цілком реальної загрози німецького вторгнення, влітку 1940 у Великій Британії були терміново розпочато роботи зі створення копії німецького MP-28. Англійську версію пістолета-кулемета, призначеного для Королівського військово-морського флоту та військово-повітряних сил, розроблено й підготовлено до виробництва Джорджем Ланчестером з фірми «Sterling Arms Company».
Відмінності від МР-28 нечисленні: зброю оснащено кріпленням для стандартного багнета від гвинтівки «Лі-Енфілд» на кожусі ствола, а ложе — «англійського» гвинтівкового типу (з прямою шийкою характерної форми) виготовлено з горіхового дерева. У «Ланчестера», як і в його прототипу, була автоматика з використання енергії віддачі вільного затвора, а перевідник у спусковому механізмі допускав ведення автоматичного вогню і стрільбу одиночними пострілами.
Особливим успіхом «Ланчестер» не користувався — і випуск його обмежився порівняно невеликою серією: розроблена за довоєнним стандартом конструкція пістолета-кулемета вважалася непрактичною для виробництва у воєнний час. Попри це, він вплинув на подальший розвиток «англійської школи» проектування даного виду зброї: пістолети-кулемети «Sten» та «Sterling» зберігали запозичене свого часу у МР-28 розташування магазина ліворуч. «Ланчестери» тривалий час перебували на озброєнні британського флоту, використовувались навіть у Фолклендській війні на початку 1980-х років.